# Wasilij Szugajew
Wasilij Minajewicz Szugajew (ros. Василий Минаевич Шугаев, ur. 27 marca?/9 kwietnia 1905 we wsi Pticznoje w rejonie stawropolskim w Kraju Azowsko-Czarnomorskim, zm. 21 listopada 1976 w Kiszyniowie) – radziecki generał major, Bohater Związku Radzieckiego (1945).

## Życiorys
Urodził się w rodzinie chłopskiej. Pracował jako robotnik rolny, później robotnik fabryczny, do 1938 skończył 7 klas w systemie przygotowywania dowódczego. Od 1927 służył w Armii Czerwonej, był pomocnikiem dowódcy plutonu w 29 pułku kawalerii, w 1929 został członkiem WKP(b), w 1932 ukończył Północnokaukaską Szkołę Kawalerii. Następnie był dowódcą plutonu w 76 pułku kawalerii w szkole kawalerii i dowódcą szwadronu w 29 pułku kawalerii, w 1939 ukończył fakultet pracowników sztabu przy Akademii Wojskowej im. Frunzego i otrzymał stopień kapitana, po czym został pomocnikiem szefa sztabu 26 pułku kawalerii i potem szefem sztabu 101 batalionu w Kijowskim Specjalnym Okręgu Wojskowym oraz (od maja 1940) pomocnikiem szefa Oddziału 1 sztabu 187 Dywizji Piechoty w Charkowskim Okręgu Wojskowym.
Od lipca 1941 uczestniczył w wojnie z Niemcami jako pomocnik szefa wydziału sztabu dywizji piechoty, potem dowódca pułku piechoty oraz szef sztabu i dowódca dywizji piechoty. Walczył na Froncie Zachodnim, Południowo-Zachodnim, 3 Ukraińskim i 1 Białoruskim. Był dwukrotnie ranny w walkach. W 1941 brał udział w walkach obronnych w rejonie miast Bychów i Mohylewa, w obronie Tuły, kontruderzeniu pod Moskwą i wyzwalaniu Kaługi, w 1942 w walkach w rejonie miasta Suchiniczi, na południe od Bielowa, w kontruderzeniu na północ od Stalingradu i walkach w rejonie miejscowości Surowikino, w 1943 w wyzwalaniu terytorium obwodu rostowskiego, miast Biełaja Kalitwa i Krasnyj Sulin i potem w walkach o Zaporoże, w 1944 w operacji krzyworoskiej, bieriezniegowato-snigiriowskiej i odeskiej, operacji brzesko-lubelskiej, w tym w wyzwalaniu Łukomla, Lublina i Magnuszewa, forsowaniu Bugu i Wisły oraz w walkach o uchwycenie, utrzymanie i rozszerzenie przyczółka magnuszewskiego, a w 1945 w operacji wiślańsko-odrzańskiej, w tym wyzwalaniu Łodzi i Poznania i forsowaniu Odry, oraz w operacji berlińskiej. 18 lipca 1944 jako dowódca 47 Gwardyjskiej Dywizji Piechoty 8 Gwardyjskiej Armii 1 Frontu Białoruskiego w stopniu pułkownika przełamał obronę przeciwnika w okolicy Kowla, po czym opanował Luboml i sforsował zachodni Bug, a 29 lipca 1944 na czele dywizji sforsował Wisłę i uchwycił przyczółek w rejonie Magnuszewa. Do października 1945 dowodził 47 Gwardyjską Dywizją Piechoty w Grupie Wojsk Radzieckich w Niemczech, w 1948 ukończył Wojskową Akademię Sztabu Generalnego i został dowódcą 180 Dywizji Piechoty, potem od 1951 do 1954 dowodził 36 Dywizją Piechoty Odeskiego Okręgu Wojskowego, w maju 1954 zakończył służbę w stopniu generała majora.

## Odznaczenia
- Złota Gwiazda Bohatera Związku Radzieckiego (6 kwietnia 1945)
- Order Lenina (dwukrotnie, 6 kwietnia 1945 i 20 kwietnia 1953)
- Order Czerwonego Sztandaru (trzykrotnie, 18 października 1943, 20 marca 1944 i 6 listopada 1947)
- Order Suworowa II klasy (29 maja 1945)
- Order Suworowa III klasy (4 stycznia 1943)
- Order Czerwonej Gwiazdy (dwukrotnie, 28 lutego 1942 i 3 listopada 1944)
- Medal 100-lecia urodzin Lenina
- Medal „Za obronę Moskwy”
- Medal „Za obronę Stalingradu”
- Medal „Za zwycięstwo nad Niemcami w Wielkiej Wojnie Ojczyźnianej 1941–1945”
- Medal jubileuszowy „30 lat Armii Radzieckiej i Floty”
- Medal „Za wyzwolenie Warszawy”
- Medal „Za zdobycie Berlina”
- Medal „Weteran Sił Zbrojnych ZSRR”
- Order Krzyża Grunwaldu III klasy (Polska)[2]

I inne.